# فطيرة جوز البقان
فطيرة البقان هي فطيرة تصنع من جوز البقان مخلوطاً بحشوة من البيض والزبدة والسكر (عادة ما يستخدم شراب الذرة). وقد يستخدم سكر أو السكر البني أو شراب أو شراب القيقب أو العسل. تقدم هذه الفطيرة في وجبات المناسبات الدينية وتعتبر طبقاً من اختصاص مطبخ الولايات المتحدة الجنوبية. وتشمل معظم وصفات فطيرة البقان استخدام الملح والفانيلا كمنكّهات. كما تضاف الشوكلاتة وويسكي البوربون حسب وصفات شعبية أخرى. تقدم فطيرة البقان عادة مع القشدة المخفوقة أو مثلجات الفانيلا أو صلصة صلبة.

## المنشأ

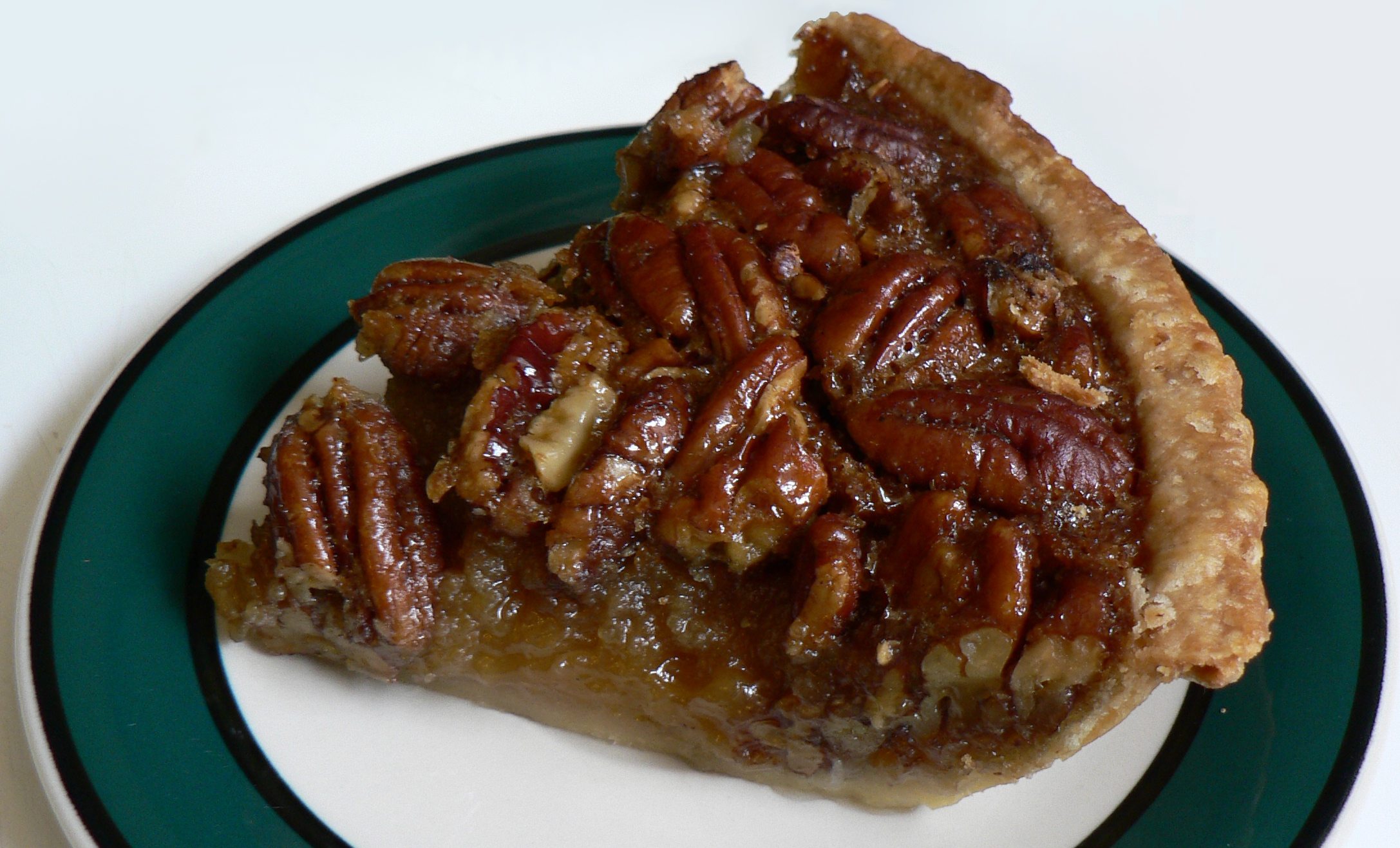
شريحة فطيرة البقان

البقان شائع وشعبي في الولايات المتحدة الجنوبية. تشير الأدلة الأثرية الموجودة في تكساس إلى أن الشعوب الأصلية في الأمريكتين استخدموا البقان منذ أكثر من 8,000 سنة مضت.:326 وكلمة بقان مشتقة من «باكاني pakani» من لغة ألغونكوين، وتستخدم للإشارة لعدة أنواع من المكسرات.
عُرفت فطائر السكر في أوروبا في العصور الوسطى، واستخدمت في أمريكا الشمالية بعد تعديل وصفاتها حسب المكونات المتاحة، فنتج عن ذلك أطباق مثل فطيرة شوفلي وتارت الزبدة وفطيرة الشطرنج. قد تكون فطيرة البقان بديلة لفطيرة الشطرنج التي تصنع بطريقة شبيهة باستخدام كاسترد السكر والزبدة والبيض.
يذكر البعض أن الفرنسيين اخترعوا فطيرة البقان بعد فترة من استقرارهم في نيو أورلينز، بعد أن تعرّفوا على جوز البقان عن طريق قبائل كوينيبيسا وتانغيباهو من الأمريكيين الأصليين . كما أن ثمة ادّعاءات أن فطيرة البقان كانت موجودة أوائل عقد 1800 في ولاية ألاباما، لكن هذه الادعاءات غير مدعومة بوصفات. لم تنجح محاولات تتبع أصل الطبق في العثور على وصفات مؤرّخة تعود لفترة ما قبل وصفة فطيرة كاسترد البقان التي نشرت في هاربر بازار عام 1886. كما أن كتب الطبخ المعروفة لم تتضمن وصفات لهذه الحلوى قبل عام 1949.